# Шаповал, Сергей Борисович
Сергей Борисович Шаповал (укр. Сергій Борисович Шаповал; 5 июня 1969 — 18 февраля 2014, Киев) — активный участник Евромайдана. Герой Украины (2014, посмертно).

## Биография
Сергей Борисович родился 5 июня 1969 года в Киеве.
Проживал в Киеве на Соломянке (1969—1974) и Оболони (1974—2014).
Окончил среднюю общеобразовательную школу № 90 на Печерске в Киеве.
После окончания школы поступил в профессионально-техническое училище от авиазавода Антонова, по специальности «слесарь-ремонтник».
Проходил срочную службу в Советской армии в Нагорном Карабахе, пограничные войска. Там получил ранение.
Заочно окончил юридический факультет Академии труда и социальных отношений по специальности юрист. Много лет работал в службе охраны в корпорации «Золоті ворота».
Окончил курсы кинологов.

## На Майдане
Сразу после избиения 30 ноября 2013 «Беркутом» мирных активистов уволился с работы и приехал на Майдан Независимости в Киеве. Стал активным участником Революции достоинства. Записался в 21-й сотню Самообороны Майдана. На Майдане был с друзьями и единомышленниками.
В конце января 2014 получил первое ранение, тогда его спас бронежилет, который был одет под курткой.
Во время мирного шествия майдановцев к Верховной Раде был в передних колоннах среди тех, в кого попали первые выстрелы силовиков. 18 февраля 2014 получил смертельное ранение на улице Грушевского. Умер в Доме офицеров от дробового огнестрельного ранения.

## Место захоронения
Похоронен в Киеве на Лесном кладбище (участок № 43, ряд 13, место 24.

## Увековечивание памяти

### Мемориальные доски
23 мая 2014 года в Киеве, на фасаде здания средней общеобразовательной школы № 90 (улица Лаврская д. 2), где учился Сергей Шаповал, установили мемориальную доску с его именем..
Вторая мемориальная доска с именем Сергея Шаповала была установлена 23 августа 2015 года в Киеве, на фасаде дома 32-А на улице маршала Малиновского, где он проживал..

### В литературе
Киевская поэтесса Ирина Рассветная посвятила Герою стихотворение.

## Награды
- Звание Герой Украины с удостаиванием ордена «Золотая Звезда» (21 ноября 2014 года, посмертно) — за гражданское мужество, патриотизм, героическое отстаивание конституционных принципов демократии, прав и свобод человека, самоотверженное служение Украинскому народу, проявленные во время Революции достоинства[5]
- Медаль «За жертвенность и любовь к Украине» (УПЦ КП, июнь 2015) (посмертно)[6]